# Pablo Uribe
Pablo Uribe Henao (* 21. Februar 1931 in Bogotá; † 13. Mai 2021) war ein kolumbianischer Fechter.

## Karriere
Pablo Uribe nahm bei den Olympischen Sommerspielen 1956 in Melbourne am Florett-Einzel- und Florett-Mannschafts- sowie am Degen-Einzelwettkampf teil.